# Joseph Vilsmaier
Joseph Vilsmaier (Múnich, 24 de enero de 1939-Ib., 11 de febrero de 2020) fue un director y productor de cine y televisión alemán.

## Biografía
Joseph Vilsmaier nació en Múnich el 24 de enero de 1939 y recibe su educación nazi infantil en la ciudad de Augsburgo.
De formación musical y cinematográfica, se graduó en estudios técnicos de cámara y al mismo tiempo ingresó en el conservatorio de música, en el que se formaría durante nueve años. Posteriormente formaría parte de una banda de música jazz.
En 1986 se casa en segundas nupcias con la actriz checoslovaca Dana Vávrová, que aparece en numerosos films del director.

## Obra
Joseph Vilmaier comienza como asistente de cámara y de dirección en producciones televisivas, pero es en el año 1989 cuando se estrena como director en la gran pantalla con la película Herbstmilch, un drama bélico protagonizado por su esposa Dana Vávrová. En 1991 dirige Rama Dama y dos años más tarde, uno de sus films más conocidos: la película bélica Stalingrado, en la cual también participa como guionista. En los últimos años su producción se centró mayormente en la televisión.
Joseph Vilmaier también se desempeñó como director de fotografía en algunas películas.

## Filmografía
- Herbstmilch (1988)
- Rama dama (1990)
- Stalingrado (1993)
- Charlie & Louise - Das doppelte Lottchen (1994)
- Schlafes Bruder (1995)
- Und keiner weint mir nach (1996)
- Comedian Harmonists (1997)
- Marlene (2000)
- Leo y Claire (2002)
- El último tren a Auschwitz (2006)
- M/S Gustloff - Ship Of No Return
- Nanga Parbat (2010)